# クラヴィコード

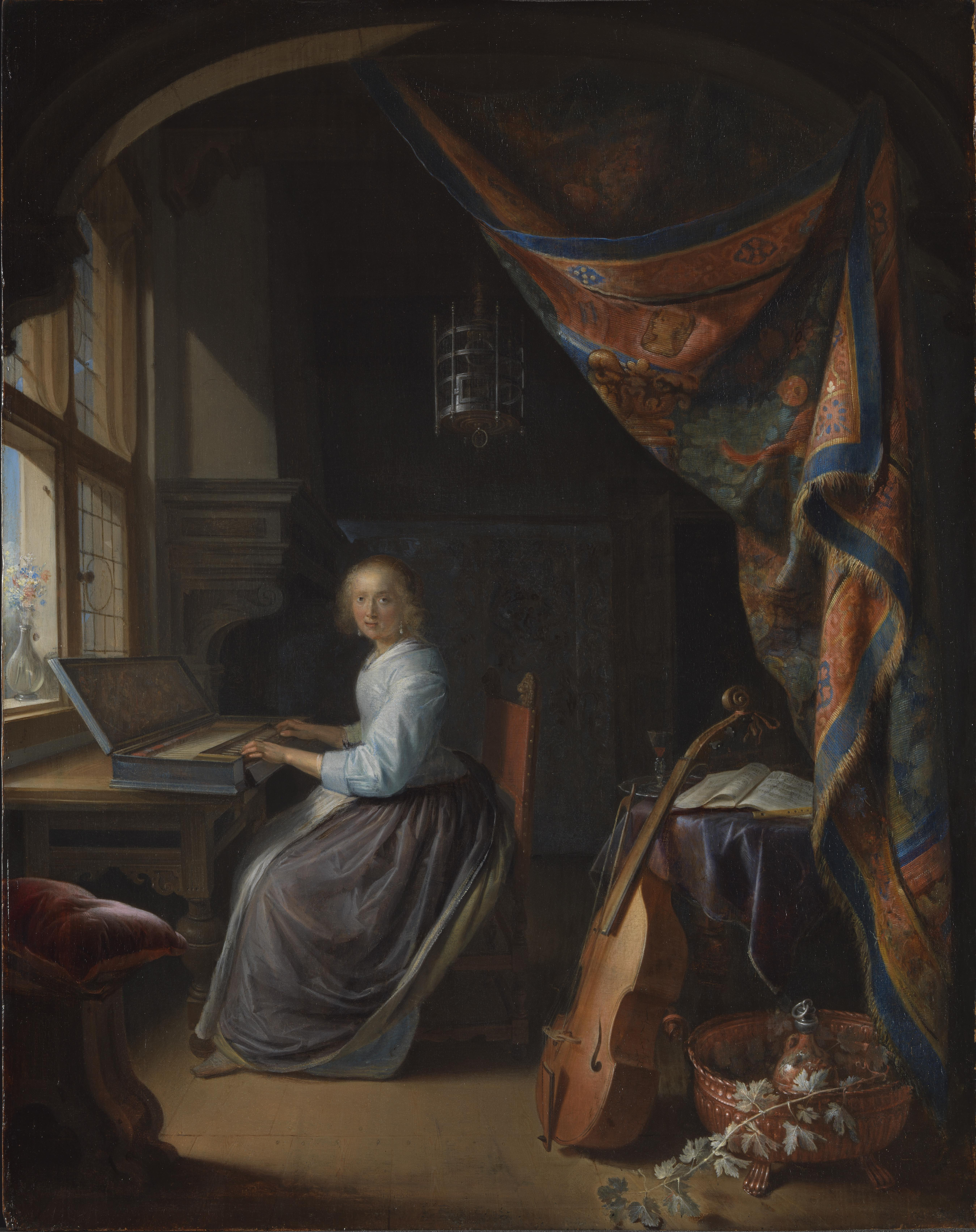
『クラヴィコードを弾く婦人』 (1665) 、ヘラルト・ドウ、ダリッジ美術館、ロンドン。

クラヴィコードは、弦をタンジェントと呼ばれる金具で突き上げることで発音する鍵盤楽器である。長方形の箱形の楽器で、テーブルや専用の台などの上に置いて用いる。音量はチェンバロなどに比べると小さいが、打鍵の強さによって音に強弱をつけることができる。
クラヴィコードは14世紀頃に発明され、オルガンやチェンバロ、ピアノなどと並行して、16世紀から18世紀にかけて広く使用された。特にドイツ語圏の国々、スカンジナビア半島およびイベリア半島において盛んに用いられた。中世のモノコードに鍵盤機構を付加したものから発達したとする説があるが、確実な証拠は残っていない。1730年代以前に製作された楽器の多くは小型で、幅4フィート（約1.2メートル）、音域4オクターブ程度であるのに対して、後期の楽器には幅7フィート（約2.1メートル）、音域6オクターブに達するものもある。
クラヴィコードは特に練習用の楽器として重宝された。オルガン奏者の練習用には、1つあるいは2つの手鍵盤と足鍵盤を持つクラヴィコードが製作された。
1400年ごろから1800年ごろにかけて、チェンバロ、ピアノおよびオルガンのために書かれた音楽の多くはクラヴィコードによって演奏することが可能であり、また実際に演奏されていた。家庭用の楽器として多くの音楽家に愛用され、例えばヨハン・ゼバスティアン・バッハの子であるC.P.E.バッハはクラヴィコードの熱心な支持者だった。また、フランツ・ヨーゼフ・ハイドンのソナタのいくつかも、当時のドイツ・オーストリアで製作されていた比較的大型のクラヴィコードで演奏されたと考えられる。
19世紀には次第に用いられなくなったが、同世紀末にアーノルド・ドルメッチによって復興された。今日では世界各国にクラヴィコード協会が設立されており、復元製作も盛んである。音量の小ささから現代の大きなホールでの演奏は不可能に近いが、演奏会も各地で行われ、過去70年間において400を超える録音が残されている。

## 構造

クラヴィコードの構造の模式図: A/B. キー. 1A/1B. タンジェント. 2A/2B. キーレバー. 3. 弦. 4. 響板. 5. ブリッジピン. 6. 消音フェルト.

左側に鍵盤、右側に響板が位置し、響板の下の空洞が共鳴箱となる。弦は真鍮あるいは鉄弦で、通常は複弦であり、左側のヒッチピンと右側のチューニングペグの間に張られている。弦のチューニングペグ側は響板上のブリッジに接触しており、ヒッチピン側は消音用のフェルトで押さえられている。鍵の一端にはタンジェントと呼ばれる楔形の金具が取り付けられていて、鍵を押し下げるとタンジェントが弦を上に向かって垂直に突き上げる。この時タンジェントによって分割された弦のヒッチピン側はフェルトによって振動が止められ、タンジェントからブリッジまでの間の弦が振動する。音量は打鍵の強さによって調整が可能であり、さらに打鍵後も鍵を押す強さによってピッチが変化し、これを利用してビブラートをかけること（ベーブング）も可能である。鍵を離すと弦からタンジェントが離れ、弦全体がフェルトで消音される。
クラヴィコードはタンジェントの接触によって弦の振動長が決定するため、複数の鍵をそれぞれのタンジェントが弦にあたる位置を変えて同一の弦に割り当てることができる。これによって必要な弦の数を少なくすることができるが、同じ弦に割り当てられた音は同時に発音することができないという制限がつく。一般には同時に使用することが稀な音（例えばハと嬰ハ）が同一の弦に割り当てられる。こうした楽器は「フレッテッド・クラヴィコード」と呼ばれる。18世紀には各鍵ごとに独立した弦を割り当てた「アンフレッテッド・クラヴィコード」も作られるようになった。

## その他
ビートルズは「フォー・ノー・ワン」（アルバム『リボルバー』収録）でクラヴィコードを使用し（ポール・マッカートニーによる演奏）、日本では井上陽水の「氷の世界 (曲)」で使われている。
ロックやファンクで使用されるクラビネットは、本質的には磁気のピックアップを用いて信号をアンプに送る電気クラヴィコードである。